# Jacinto Sa
Jacinto Sa – dr hab. nauk chemicznych, profesor Instytutu Chemii Fizycznej PAN i Uniwersytetu w Uppsali.

## Życiorys
Ukończył studia chemiczne na portugalskim Uniwersytecie w Aveiro, a stopień doktora uzyskał w 2007 r. na University of Aberdeen w Wielkiej Brytanii. W 2015 r. habilitował się w Instytucie Chemii Fizycznej PAN na podstawie rozprawy zatytułowanej Zrozumienie katalizy przy użyciu spektroskopii promieniowania rentgenowskiego. Jest zatrudniony na stanowisku profesora instytutu w Instytucie Chemii Fizycznej PAN; od 2014 r. kieruje też grupą badawczą na Uniwersytecie w Uppsali.